# Saskatoon Churchill-Wildwood (circonscription saskatchewanaise)
Pour les articles homonymes, voir Saskatoon (homonymie), Churchill et Wildwood.
Circonscription électorale provinciale du Canada
Saskatoon Churchill-Wildwood est une circonscription électorale provinciale de la Saskatchewan au Canada. Elle est représentée à l'Assemblée législative de la Saskatchewan depuis 2016.

## Géographie
La circonscription représente une partie du sud-est de la ville de Saskatoon.

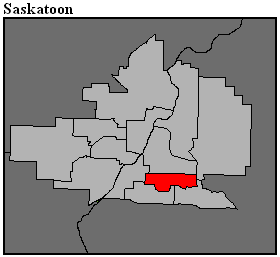
Frontière de la circonscription en 2016.
Frontière de la circonscription en 2022.

## Liste des députés
| Parlement                                                                            | Années                                                                               | Député                                                                               | Député                                                                               | Parti                                                                                |
| Saskatoon Churchill-Wildwood                                                         | Saskatoon Churchill-Wildwood                                                         | Saskatoon Churchill-Wildwood                                                         | Saskatoon Churchill-Wildwood                                                         | Saskatoon Churchill-Wildwood                                                         |
| Circonscription issue de Saskatoon Greystone, Saskatoon Eastview et Saskatoon Nutana | Circonscription issue de Saskatoon Greystone, Saskatoon Eastview et Saskatoon Nutana | Circonscription issue de Saskatoon Greystone, Saskatoon Eastview et Saskatoon Nutana | Circonscription issue de Saskatoon Greystone, Saskatoon Eastview et Saskatoon Nutana | Circonscription issue de Saskatoon Greystone, Saskatoon Eastview et Saskatoon Nutana |
| ------------------------------------------------------------------------------------ | ------------------------------------------------------------------------------------ | ------------------------------------------------------------------------------------ | ------------------------------------------------------------------------------------ | ------------------------------------------------------------------------------------ |
| 28e                                                                                  | 2016–2020                                                                            |                                                                                      | Lisa Lambert                                                                         | Saskatchewanais                                                                      |
| 29e                                                                                  | 2020–2024                                                                            |                                                                                      | Lisa Lambert                                                                         | Saskatchewanais                                                                      |
| 30e                                                                                  | 2024–en cours                                                                        |                                                                                      | Keith Jorgenson (en)                                                                 | Néo-démocrate                                                                        |